# Biblioteca della Porziuncola
Die Biblioteca della Porziuncola ist eine seit dem 13. Jahrhundert bestehende Bibliothek in Assisi in Umbrien, die in engem Zusammenhang mit der Portiuncula, der Kapelle Santa Maria degli Angeli unterhalb von Assisi, steht. Sie befindet sich seit 2001 in der Via Protomartiri Francescani, 4°.

## Geschichte
Der Überlieferung nach bestand bereits zu Lebzeiten des Franz von Assisi eine Bibliothek, die gelegentlich als Protoscriptorium Portiunculae bezeichnet wurde. In einem Codex des Jahres 1381 befindet sich ein Inventar der Bücher von S. Maria della Porziuncola, wobei der Prolog auf ältere Inventare hinweist, die allerdings nicht erhalten sind. Ab 1438, als die Gemeinschaften des Sacro Convento di Assisi und die der Porziuncola unabhängig und autonom waren, führten die Gemeinschaften eine je eigene Bibliothek.
In einer Handschrift der Porziuncola, dem Memoriale della Porziuncola, das dazu diente, Erwerbungen, Restaurierungen oder sonstige Änderungen festzuhalten, wurde 1759/60 vorgeschlagen, der rapide wachsenden Bibliothek ein angemesseneres Domizil zu verschaffen. Das Memoriale berichtet auch von der Konfiskation der Bücher und Manuskripte in der napoleonischen Zeit, von der Transferierung in das Gymnasium von Spoleto, sowie von der Rückholung nach dem Sturz Napoleons. Diese erfolgte jedoch nur unvollständig. Mit dem Decreto Pepoli vom Dezember 1860 wurden die Bestände erneut verstreut, sie befinden sich heute zum Teil in der Kommunalbibliothek von Assisi. Ein anderer Teil der Bestände wanderte in die Biblioteca del Sacro Convento, darunter 45 Codices, andere wiederum landeten in der Biblioteca diocesana di Assisi, der Diözesanbibliothek.
Nach der Soppressione versuchten die Brüder die Bestände zu rekonstruieren, einiges zurückzuholen, wobei sie mit anderen Konventen in der Provinz zusammenarbeiteten. Auch sammelten sie die von einigen Brüdern hinterlassenen Bestände.
Seit 2001 hat die Bibliothek einen neuen Sitz in der Via Protomartiri Francescani, 4°. Ihre Bestände umfassen 145.000 Titel, davon 212 Manuskripte, 130 Inkunabeln, etwa 2000 Cinquecentine, also Werke aus dem 16. Jahrhundert, sowie 60.000 Bände, die zu den ‚historischen Beständen‘ zählen, also aus dem 17. bis 19. Jahrhundert stammen. Hinzu kommen 578 Periodika, davon 65 laufende.
In der Biblioteca Porziuncola befinden sich einige Reihen, die ansonsten in der Provinz nicht vorhanden sind, wie das Corpus Christianorum oder das CSCO, das Corpus Scriptorum Christianorum Orientalium.